# David Harris (politician)
David Harris (n. 1 noiembrie 1937, Exeter, Anglia, Regatul Unit) este un om politic britanic, membru al Parlamentului European în perioada 1979-1984 din partea Regatului Unit.